# Monochrome Display Adapter

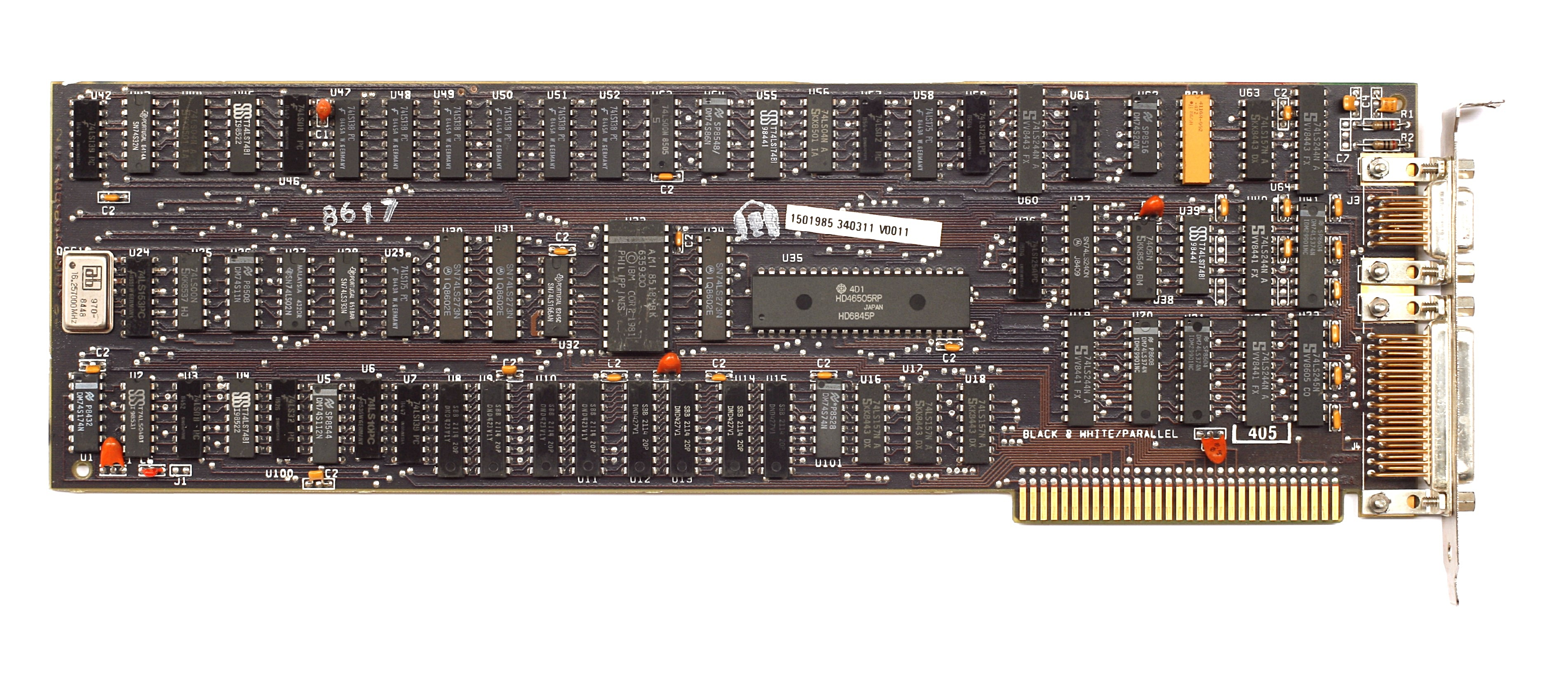
MDA-kompatible Karte mit Hitachi HD6845 (= MC6845) und Druckerport.

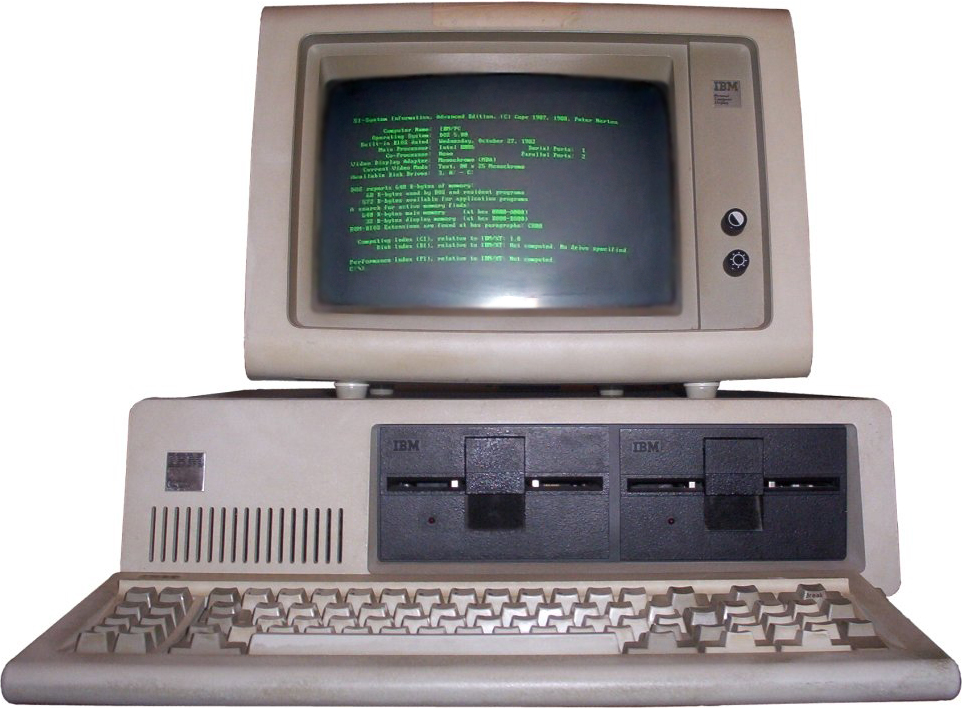
Der IBM-PC mit Monochrome Display Adapter.

Monochrome Display Adapter (Abkürzung: MDA) bezeichnet den nicht grafikfähigen Grafikstandard der ersten IBM PCs aus dem Jahr 1981.
MDA unterstützt ausschließlich die Textdarstellung mit 25 Zeilen mal 80 Zeichen bei einer für damalige Verhältnisse relativ hohen Auflösung von 720 × 350 Pixeln. Je Zeichen sind das 9 × 14 Pixel, wodurch die Buchstaben weniger blockartig aussahen und die Zeilenabstände größer waren als auf anderen Computern der damaligen Zeit, die meist nur 7 × 8 oder 8 × 8 Pixel je Zeichen verwendeten. Zudem erlaubte der MDA, Zeichen in zwei Helligkeitsstufen, unterstrichen oder invers (dunkel auf hell) darzustellen; farbige Darstellung war dagegen nicht möglich. Der verwendete Monitor definierte die farbliche Darstellung, z. B. Grün auf Schwarz, Weiß auf Schwarz oder Amber/Bernstein auf Schwarz. MDA ist auch der älteste und erste „Grafikstandard“ für PCs, IBM verwendete ursprünglich jedoch weder die Bezeichnung Monochrome Display Adapter noch MDA. Zuständig für die gesamte Darstellung war ein Chip mit der Bezeichnung 6845 von Motorola. Dieser Chip generiert mit Hilfe von Peripherie-Bausteinen das notwendige TTL-Signal, das zum Monitor gelangt.
MDA-Monitore wurden überwiegend im Bürobereich eingesetzt, da sie nach ergonomischen Gesichtspunkten eine augenfreundliche, d. h. konturscharfe und vergleichsweise flimmerfreie Darstellung von Büroanwendungen wie Textverarbeitung und Tabellenkalkulation boten; MDA gehörte damit zu den entscheidenden Faktoren, die zum Erfolg der IBM-kompatiblen PCs beitrugen.
Der alternative grafikfähige IBM-Standard aus dem Einführungsjahr der IBM XT-Computer war CGA, der sowohl farbige Grafik als auch Text darstellen konnte, jedoch eine geringere Auflösung und Bildwiederholfrequenz aufwies.
MDA-Steckkarten für XT-kompatible PCs sind die Vorläufer der heutigen Grafikkarten; zu den Nachfolge-Standards gehören EGA (1984), MCGA sowie später VGA und SVGA (1989, spezifiziert durch VESA).

## Verwendung und Nachteile
Da der gleichzeitige Betrieb einer MDA-Steckkarte neben einer normalen (S)VGA-, EGA- oder CGA-Karte möglich war, wurden MDA-Steckkarten häufig zum Debuggen verwendet. Dies hatte allerdings den Nachteil, dass eine 8 Bit breite und nur 4 MHz schnelle MDA-Steckkarte den 16 Bit breiten mit 8 MHz getakteten ISA-Bus ausbremste und somit die Bandbreite des ISA-Bus um 75 % reduzieren konnte. Microsoft empfahl daher für finale Testläufe die MDA-Steckkarte aus dem PC auszubauen.